# Tolomeo XI
Tolomeo Alessandro (in greco antico: Πτολεμαῖος Ἀλέξανδρος?, Ptolemàios Alèxandros; 105 a.C. circa – Alessandria d'Egitto, giugno 80 a.C.), chiamato nella storiografia moderna Tolomeo XI, è stato un faraone egizio appartenente al periodo tolemaico.

## Biografia
Figlio di Tolomeo X e con tutta probabilità di Cleopatra Selene, nacque verso il 105 a.C. Nell'80 a.C. fu nominato da Lucio Cornelio Silla collega e marito della matrigna Cleopatra Berenice. Dopo 18 giorni dal matrimonio la fece uccidere; l'omicidio dell'amata sovrana provocò una insurrezione armata, in seguito alla quale Tolomeo fu linciato dalla folla in tumulto. Il suo testamento, probabilmente falso, lasciava l'Egitto alla Repubblica romana.